# Марія Ізабель Рікельме
Марія Ізабель Рікельме де-ла-Баррера-і-Меза (1758 — 21 квітня 1839) — аспанська політикиня, матір лідера боротьби за незалежность Чилі Бернардо О'Гіґґінса, за походженням басконка.
Народилася в Чілані, друга дочка Симона Рікельме де-ла-Баррера-і-Гойкочеа та Марії Мерседес-де-Меса-і-Уллоа. У 16 років вона завагітніла від 58-річного Амброзіо О'Гіґґінса, маркіза Осорно, майбутнього віцекороля Перу.
Двічі одружена: 1780 року— з Феліксом Родрігесом-і-Рохасом (пом. 1782), від якого народила дочку Розу Родрігес-і-Рікельме (Чілла, 30 серпня 1781 — Ліма, 1850). Другий чоловік — Мануель де-Пуга-і-Фігероа, їхня дочка — Марія де-лас-Ньевес-де-Пуга-і-Рікельме (нар. 1793).